# Alexandre Licata
Alexandre Licata (Grenoble, 1984. január 2. –) francia labdarúgó, csatár.

## Pályafutása
Licata Grenoble-ban született, és a Lille OSC csapatánál nevelkedett. 2004 augusztusában a francia harmadosztályban szereplő CS Louhans-Cuiseaux együttesének játékosa lett, ahol két idény alatt 38 mérkőzésen 20 gólt szerzett. 2006 januárjában az AS Monaco FC csapatához igazolt, ahonnan a másodosztályú FC Gueugnon, majd a SC Bastia csapatához adták kölcsön. A Monacóhoz visszatérve a 2008–2009-es szezonban húsz első osztályú bajnoki mérkőzésen hét gólt szerzett. 2009 márciusában súlyos bokasérülést szenvedett.
A Monacóval kötött szerződésének lejárta után 2009-ben az AJ Auxerre csapatával kötött négyéves szerződést, azonban egy mérkőzésen sem lépett pályára. Sérüléséből nem tudott teljesen felépülni, emiatt 2012 júniusában, mindössze 28 éves korában bejelentette visszavonulását a labdarúgástól.